# Nairo Quintana
Nairo Alexander Quintana Rojas ODB (Tunja, Boyacá, 4 de febrero de 1990), más conocido como Nairo Quintana, es un ciclista de ruta colombiano, profesional desde 2009. Durante su carrera profesional ha corrido en los equipos Boyacá es para Vivirla, Café de Colombia/Colombia es Pasión, Movistar Team y Arkéa Samsic. Su hermano menor Dayer Quintana también es ciclista profesional.
Se inició como amateur en su país en el año 2009 con el equipo patrocinado por su departamento de origen, Boyacá es Para Vivirla destacándose como un corredor de perfil de escalador. En 2010 pasa a profesionales con el equipo 4-72 Colombia con el cual compitió durante dos temporadas y dentro de sus logros más destacados obtuvo el triunfo en el Tour del Porvenir del año 2010.
En el año 2012 es contratado por el equipo español de categoría UCI ProTeam el Movistar, logrando triunfos importantes como la Vuelta a Murcia y una etapa del Critérium del Dauphiné. Durante la temporada de 2013, Nairo se destaca mucho más en su carrera como ciclista escalador logrando el triunfo en la Vuelta al País Vasco, también la Vuelta a Burgos y el subcampeonato en el Tour de Francia donde además ganó una etapa y conquistó la clasificación de la montaña y el mejor joven.
En 2014 hace historia para el ciclismo colombiano, y la gesta más importante de su carrera deportiva, al coronarse como ganador en el Giro de Italia, siendo el primer colombiano y latinoamericano en obtener este título, y el segundo, después de Lucho Herrera, en ganar una de las tres Grandes Vueltas.
En 2016 logra su temporada más destacada de su carrera deportiva, ya que durante la temporada logra triunfos importantes como ganar la Vuelta a Cataluña, el Tour de Romandía, la Ruta del Sur, nuevamente repite podio en el tercer lugar del Tour de Francia, y finalmente logra su segunda grande ganando la Vuelta a España sobre su más importante rival Chris Froome, podio que lo completa el también colombiano Esteban Chaves.

## Biografía

### Primeros años
Hijo de Luis Quintana y Eloísa Rojas, nació en Tunja, capital del departamento de Boyacá, aunque su infancia y adolescencia transcurrió en la vereda La Concepción del vecino municipio de Cómbita, en el seno de una familia de campesinos dedicada al comercio de productos agrícolas. Su padre sufrió un accidente automovilístico cuando él tenía solo siete años de edad, por lo cual debió someterse a múltiples intervenciones quirúrgicas y le generó una discapacidad, razón por la que debió ser apoyado en sus labores por sus hijos (Nairo incluido) desde temprana edad para contribuir a la economía del hogar.

Cuando contaba con 15 años decidió usar una bicicleta que le regaló su padre como medio de transporte y para asistir a clases a su colegio ubicado en la vecina localidad de Arcabuco ubicada a 21 kilómetros en terreno de descenso y otro tanto cuesta arriba a la vuelta, con pendientes hasta del 8%. Junto a su hermano menor Dayer y su hermana mayor Esperanza, en ocasiones, Nairo amarraba su bicicleta a la de su hermana con una cuerda para poder ir más rápido en el regreso. Fue precisamente en esos regresos a casa cuando descubrió su potencial para el ciclismo: pese a su corta edad en una bicicleta notablemente más pesada, podía aguantar la subida a rueda de los ciclistas que entrenaban por la zona. Tras contárselo a su padre, este decidiría comprarle una bicicleta mejor, de acero aunque con ruedas más estrechas.
Dayer también se hizo ciclista profesional y fichó en 2014 por el Movistar Team después de militar una temporada en uno de los mejores equipos amateurs de España, el Lizarte.

### Equipos colombianos

#### 2009
Su primer paso fue entrar al Club Deportivo Ediciones Mar de Tunja, «Ahí lo empezaron a encaminar mejor», recuerda su papá. El primer equipo ciclista fue el Boyacá es para Vivirla, de categoría Continental (tercera división), en el que debutó en 2009 con 19 años. El director de la escuadra, Vicente Belda, se había fijado en él y le ofreció un contrato antes de que terminara la educación secundaria. En la prueba de esfuerzo adelantada por el equipo los resultados fueron sorprendentes; según palabras del propio Belda: «sabíamos que Nairo Quintana iba a ser muy bueno»... «Su prueba de esfuerzo era tan buena que, pensando que se había producido un error, tuvimos que repetírsela». Ya ese primer año pudo participar en algunas pruebas europeas enmarcadas en el UCI Europe Tour (el circuito continental europeo, integrado por carreras no incluidas en la máxima categoría del ciclismo mundial). El mejor sub-23 de la Vuelta a la Comunidad de Madrid, estuvo escapado gran parte del Circuito Montañés y tras participar también en la Clásica de Ordizia y el Circuito de Guecho tuvo su actuación más destacada en la montañosa Subida a Urkiola: finalizó séptimo a 36 s del ganador Igor Antón. En septiembre participó en las dos citas sub-23 del Mundial de Mendrisio: en la contrarreloj fue 26.º, a 2 min 08 s del ganador, mientras que en la prueba en ruta, en la que fue medalla de plata su compatriota Carlos Betancur, se retiró.

#### 2010
Para 2010 pasó al Café de Colombia-Colombia es Pasión, también de categoría Continental y dirigido por Luis Fernando Saldarriaga. Ese año se proclamó vencedor del Tour del Porvenir (carrera limitada a menores de 23 años), con solo 20 años, ganando además las dos últimas etapas: la jornada montañosa con final en Risoul (victoria que le sirvió también para auparse al liderato) y la cronoescalada final con llegada en esa misma estación de esquí alpina. En el podio estuvo acompañado por Andrew Talansky (a 1 min 44 s) y su compañero de equipo y compatriota Jarlinson Pantano (a 1 min 55 s).

#### 2011
Para 2011 el equipo ascendió de categoría y pasó a ser Profesional Continental (segunda división), lo que les abría las puertas en más competencias europeas, incluida alguna del UCI WorldTour, la máxima categoría mundial. De este modo pudieron acudir a la Volta a Cataluña, donde Quintana se hizo con la clasificación de la montaña. Además participó a lo largo del año en diversas carreras del UCI Europe Tour, como el GP Miguel Induráin, la Klasika Primavera (donde llegó a la meta de Amorebieta a 50 s del grupo del ganador Jonathan Hivert) y la Vuelta a Castilla y León (15.º, inmediatamente por detrás de Steven Kruijswijk y Chris Froome). La escuadra no logró finalmente hacerse con una de las cuatro invitaciones de la organización a equipos de su categoría para participar en la Vuelta a España.

### Salto a la élite en Europa

#### 2012
Para 2012 se produjo el salto al ciclismo de élite con la firma del contrato por dos temporadas con el equipo español Movistar, en lo que supuso su estreno en un equipo ProTeam. Después de seis días de competición en febrero, en marzo ganó la Vuelta a Murcia después de imponerse también en la primera etapa. Dos meses después sería segundo en la Vuelta a la Comunidad de Madrid. En junio llegaría su primera victoria en una carrera WorldTour: en la etapa reina del Critérium del Dauphiné se marchó en solitario en la ascensión al Joux Plane y pudo conservar su ventaja en la bajada hasta la meta situada en Morzine. Siete días después se adjudicó la Ruta del Sur: aupado al liderato merced a su triunfo en la penúltima etapa, la diferencia lograda ese día le permitió imponerse en la clasificación general con más de un minuto sobre el segundo clasificado, y más de tres sobre el tercero.
Posteriormente corrió la Vuelta a España, en la que era su primera participación en una gran vuelta de tres semanas. En la ronda española trabajó para su jefe de filas Alejandro Valverde en las etapas de montaña, destacando especialmente su rendimiento en las etapas de montaña por Asturias (Lagos de Covadonga y Cuitu Negru) y Cantabria (Fuente Dé). El colombiano finalizó 36.º en la clasificación general, después de una labor de gregario que incluyó el triunfo en la contrarreloj por equipos inaugural disputada en Pamplona; Valverde concluyó segundo, por detrás del ganador Alberto Contador. El colombiano cerró su temporada participando en varias clásicas italianas. Fue el mejor de su equipo en el Giro de Lombardía, en la primera vez en que corría un monumento, y una semana más tarde se impuso en el Giro de Emilia al ascender al Santuario de San Luca con unos segundos de margen sobre Kessiakoff y Pellizotti.

#### 2013: Explosión, debut y 2.º en el Tour de Francia

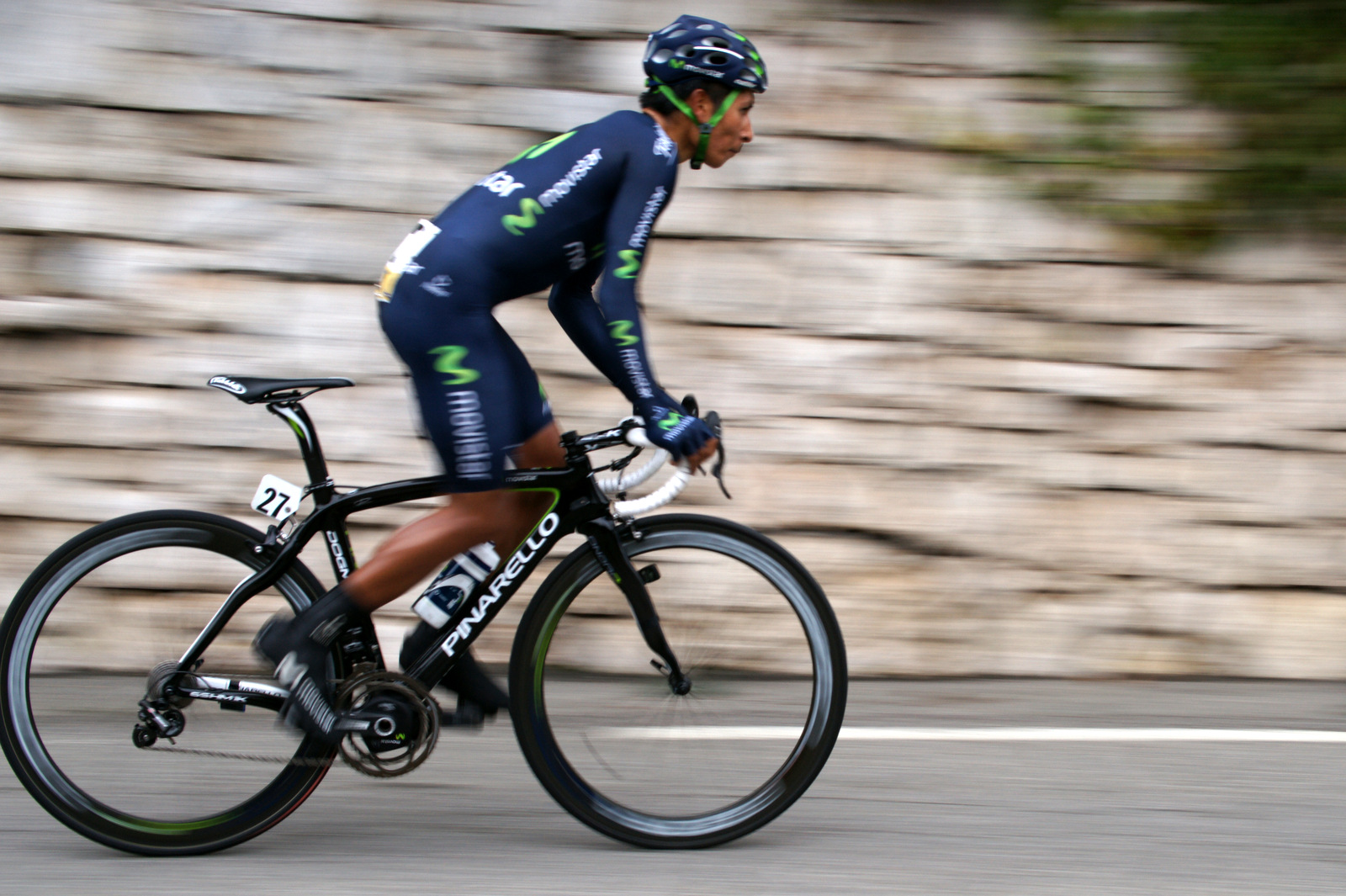
Nairo Quintana, en la cronoescalada al Col d'Èze en la París-Niza.

En 2013, se estrenó nuevamente en competición participando en pruebas menores del sur español en el mes de febrero, siendo séptimo en la Vuelta a Andalucía y undécimo en la Vuelta a Murcia (carrera que había ganado un año antes, aunque en esta ocasión se disputó una sola etapa por restricción de presupuesto). En marzo llegó su primer objetivo de la temporada, la París-Niza, en la que finalizó decimoquinto: tras ceder 12 s en el prólogo llegó en el pelotón junto a los favoritos en las tres primeras etapas, pero en la cuarta entró a Saint Vallier a dos minutos del grupo y quedó sin opciones para disputar la carrera, si bien mejoró su papel en la montaña aún restante al ser octavo en la etapa reina que culminaba en la montaña del Lure y tercero en la tradicional cronoescalada final al Col d'Èze (en la que solo marcaron mejor tiempo que él los dos primeros de la general, Richie Porte y Andrew Talansky).
Una semana después corrió la Volta a Cataluña, donde fue cuarto tras ganar una etapa. El primer día no entró en el corte de trece corredores (incluidos los favoritos y su jefe de filas Alejandro Valverde) que llegaron con 28 s a Calella, pero con la llegada de la alta montaña en la tercera etapa su carrera cambió: ese día se impuso en la cima de Vallter 2000 con un ataque en el último kilómetro con el que dejó atrás a Valverde y otros candidatos como Joaquim Rodríguez y Bradley Wiggins. Al día siguiente se produjo el abandono de Valverde por una caída y la llegada al liderato de Daniel Martin en la llegada en alto de Port Ainé, en una jornada en la que Quintana subió a la tercera posición por detrás de Martin y Rodríguez. Sin embargo, después de mantenerse en esa posición en las dos jornadas posteriores, en la última etapa disputada en un circuito por Montjuic en Barcelona se produjo una escapada de Michele Scarponi (quinto hasta entonces, a 5 s del colombiano) que sirvió al italiano para auparse al tercer cajón del podio en detrimento de Quintana, que descendió al cuarto puesto por once segundos.

##### Primera victoria importante

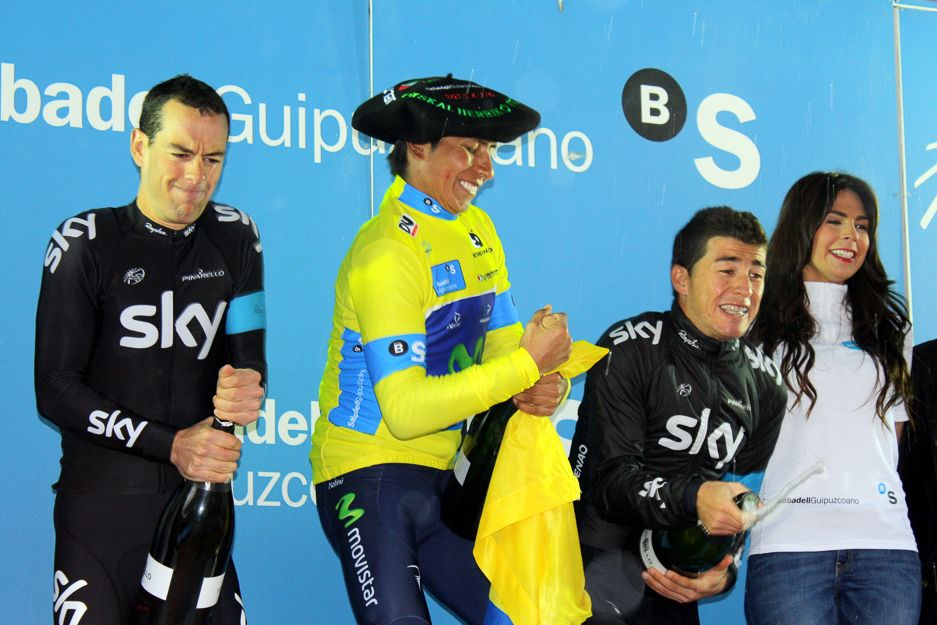
Podio Vuelta al País Vasco 2013

En abril llegaría su mayor triunfo hasta ese momento al imponerse en la Vuelta al País Vasco, donde además de ganar la general logró también una etapa y la regularidad. Llamado a última hora por su equipo, en la primera etapa se metió junto a los principales favoritos en el grupo de diecisiete corredores que bajaron en cabeza de San Miguel a Elgóibar. Sin cambios camino a Vitoria, el tercer día fue cuarto en el muro final de La Lejana al cruzar la meta situada junto al camposanto minero a ocho segundos de sus compatriotas Sergio Henao (nuevo líder) y Carlos Betancur, pero aventajando a su vez en dos segundos a contendientes como Porte, Contador y Spilak. Un día después confirmó su buen estado de forma al imponerse bajo la lluvia en Arrate: tras coronar el alto en el grupo, en el suave descenso al santuario dejó atrás al resto para entrar en las últimas curvas primero y adjudicarse la victoria de etapa, arañando asimismo dos segundos a sus rivales para la general; un día después sería Porte quien se haría con la etapa recuperando cuatro segundos al grupo en el que llegaron los otros favoritos, incluido Quintana. En la decisiva contrarreloj final de Beasáin, con un recorrido sinuoso que incluía varios repechos, Quintana dio la sorpresa al marcar el mejor tiempo entre los aspirantes al triunfo final, incluido el favorito Porte, en una sesión marcada por la lluvia en la que solo fue superado por el especialista Tony Martin, ya sin opciones. Gracias a esa etapa a cronómetro, el "escarabajo" de veintitrés años se proclamó vencedor de la clasificación general, haciéndose así con el maillot amarillo y la txapela correspondientes; en el podio estuvo acompañado por Porte (a 23 s) y Henao (a 34 s), ambos del Sky.

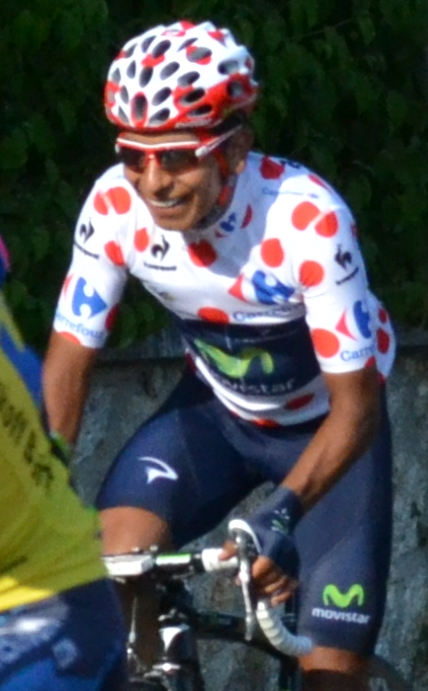
Quintana en la última etapa del Tour 2013

Para la edición 100 del Tour de Francia, es seleccionado por su equipo para actuar como gregario de Alejandro Valverde. Además de su rol como gregario lucharía por la camiseta del mejor joven. Después de varias caídas menores se mantiene entre los 10 mejores de la general, peleando la camiseta blanca con el polaco Michał Kwiatkowski. En la etapa 13° Alejandro Valverde a causa de un percance mecánico pierde minutos y Quintana queda como jefe de filas, en la etapa 15° de 242.5 km con final en la cima del Mont Ventoux termina en segundo lugar en la etapa y termina a menos de un minuto de Chris Froome, y se hace con el maillot blanco. En la llegada en alto al Alpe d'Huez, la etapa con más montaña de este año, descuenta tiempo a los demás favoritos y se pone tercero en la general a 19 segundos del segundo el español Alberto Contador.
En la etapa 20° y en la fecha de la celebración del Grito de independencia de Colombia, consigue su primera victoria en el Tour de Francia en una etapa de alta montaña con llegada a un puerto de categoría especial en Annecy (Le Semnoz), superando en el último km a Joaquim Rodríguez y Chris Froome, quedando así segundo en la general y campeón en la clasificación de los jóvenes y la montaña. Con esto, se convierte en el mejor latinoamericano clasificado en toda la historia del Tour de Francia y en el segundo colombiano en subir al podio (Fabio Parra fue tercero en 1988). Además, logra ser el primer ciclista en obtener, en una misma edición, los maillot blanco y el de puntos rojos. El 11 de agosto, Nairo se coronó vencedor de la XXXV Vuelta a Burgos, tras ganar la última etapa en Lagunas de Neila, distanciando al español David Arroyo a 23 segundos, al italiano Ivan Basso a 25 segundos y al campeón del Giro de Italia Vincenzo Nibali a 48 segundos.

##### Orden de Boyacá
El 13 de agosto de 2013, Nairo Quintana recibió la Orden de Boyacá, máxima condecoración del país. En la ceremonia de condecoración se indicó que "El segundo puesto de Quintana en la general del Tour del centenario es la mayor hazaña conseguida por un ciclista latinoamericano y ha hecho reverdecer la afición por el ciclismo en Colombia, el país de los escarabajos".

##### Deportista del año
A finales del año 2013, Nairo Quintana fue escogido como el Deportista del Año, luego de una temporada deportiva llena de triunfos al ser subcampeón del Tour de Francia, ganar la Vuelta al País Vasco y la Vuelta a Burgos, lo convirtieron en ídolo en su país.

#### 2014: Victoria en el Giro y abandono en la Vuelta
En el mes de enero de 2014 participó en el Tour de San Luis donde ganó una etapa y se impuso en la general. A finales de enero se hizo oficial por parte del equipo Movistar que el principal objetivo de la temporada para el corredor colombiano sería el Giro de Italia en lugar del Tour de Francia.

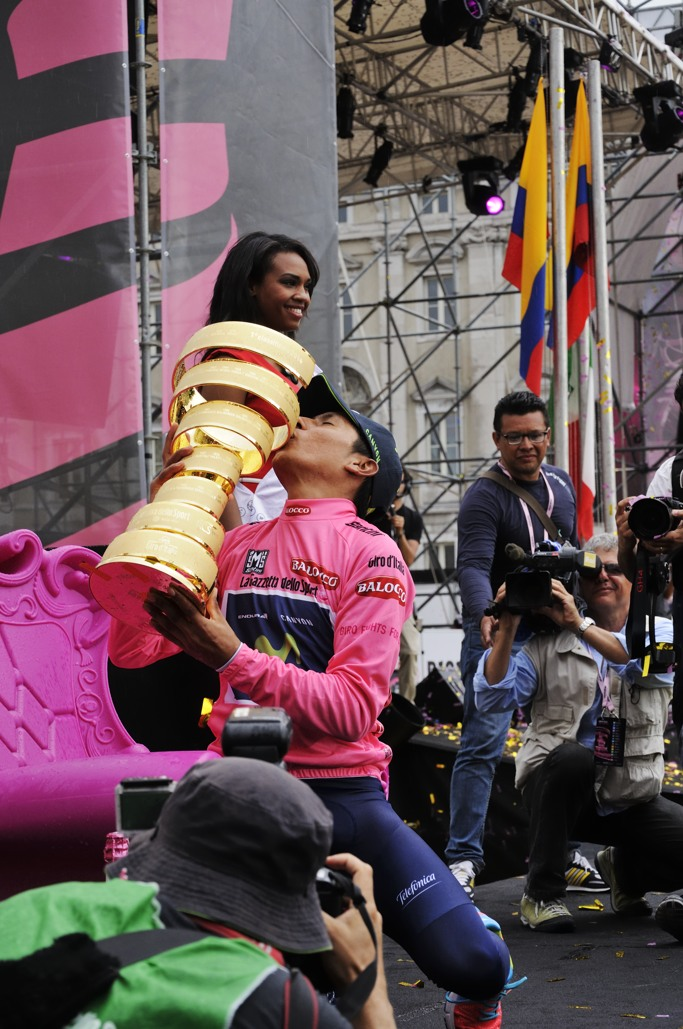
Trieste, Italy - Nairo Quintana

Tras un comienzo complicado en la carrera italiana, en el que tuvo una caída y sufrió de bronquitis, Quintana se vistió con la maglia rosa del Giro al ganar la decimosexta etapa, trayecto que contaba con tres ascensos difíciles, el Paso Gavia, el Paso Stelvio y final en Val Martello, en una jornada con mucha nieve y llena de polémica, ya que varias informaciones apuntaban a que la organización había decidido una supuesta neutralización tras el paso por la cima del Stelvio por razones de seguridad. En el descenso, el ciclista colombiano adelantó al líder del grupo Rigoberto Urán y junto a Pierre Rolland y Ryder Hesjedal comenzaron a sacar diferencias y afrontaron la última subida donde mantuvo su ventaja, quitándole el liderato en la clasificación general a su compatriota Urán. En la cronoescalada de la decimonovena etapa, Quintana confirmó su talento como escalador y ganó la fracción, consiguiendo aumentar la diferencia en la general y acercándose al título de la segunda competencia ciclista más importante del mundo. Finalmente, el 1 de junio de 2014 se coronó ganador del Giro, y obtuvo el título de mejor joven de la carrera. Dicha victoria terminó siendo criticada por gran parte del pelotón internacional por la polémica bajada de Stelvio, donde fraguó gran parte de su victoria mientras que la práctica totalidad del pelotón obedecía las órdenes de carrera.

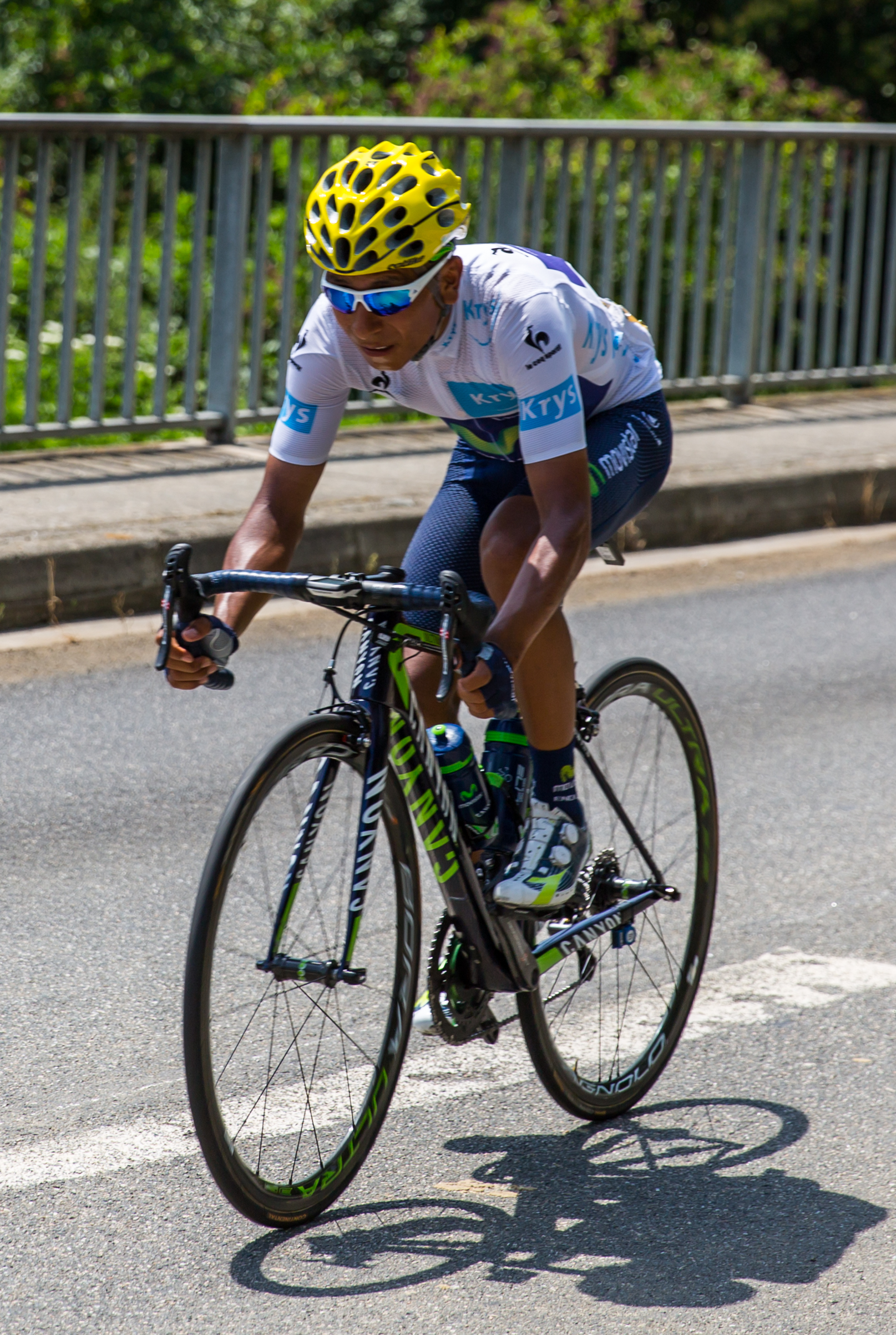
Nairo Quintana, Tour de France 2015, Etapa 13, Montgiscard

Luego de 2 meses sin competir, volvió a mediados de agosto ganando por segunda vez la Vuelta a Burgos, por un escaso margen de 3 segundos sobre el español Dani Moreno. La victoria en Burgos lo potenció como claro favorito para la Vuelta a España, el segundo objetivo de Quintana en la temporada y donde acudió como colíder de equipo junto a Alejandro Valverde.
La Vuelta comenzó con el triunfo del Movistar en la contrarreloj por equipos y Quintana quedó ubicado 5.º en la clasificación general. En la 6.ª etapa con final en Cumbres Verdes (La Zubia), cedió tiempo con otros favoritos como su compañero Valverde, Froome, "Purito" Rodríguez y Contador. De todas formas ascendió al segundo lugar por detrás del murciano. Tres días después, Quintana llegaba al liderato de la carrera ante el retraso de Valverde en el ascenso a Valdelinares. El colombiano se vistió de rojo solo por un día, durante la contrarreloj individual, pero bajando el Alto del Moncayo, se salió de la carretera y tuvo una caída que lo hizo perder más de tres minutos con los favoritos y caer a la 11.ª ubicación en la general. Al día siguiente, una nueva caída en la que se fracturó la apófisis coracoides lo obligó a abandonar la Vuelta. Quintana debió ser operado y aunque los médicos declararon que en 6-8 semanas estaría en condiciones de competir otra vez, el mánager del equipo Eusebio Unzué, anunció que no lo haría más por el resto de la temporada.

#### 2015: Otra vez 2.º en el Tour y 4.º en la Vuelta
Al igual que en 2014 empieza corriendo el Tour de San Luis, donde terminó en el podio de la carrera alcanzando el tercer lugar. Corrió la Tirreno-Adriático, donde ganó la etapa reina con final en alto en el Monte Terminillo, en una jornada con nieve y condiciones climáticas adversas. Saco diferencias a sus rivales y se puso como líder de la carrera. Días después se corona campeón en la última contrarreloj, siendo el primer ciclista de Colombia en ganar esta carrera.
Luego corrió la Vuelta al País Vasco, donde finalizó 4.º, a 38 segundos del ganador Joaquim Rodríguez. Como preparación para el Tour de Francia ya que este tendría una etapa de pavé, tomo parte de las Clásicas de las Ardenas.

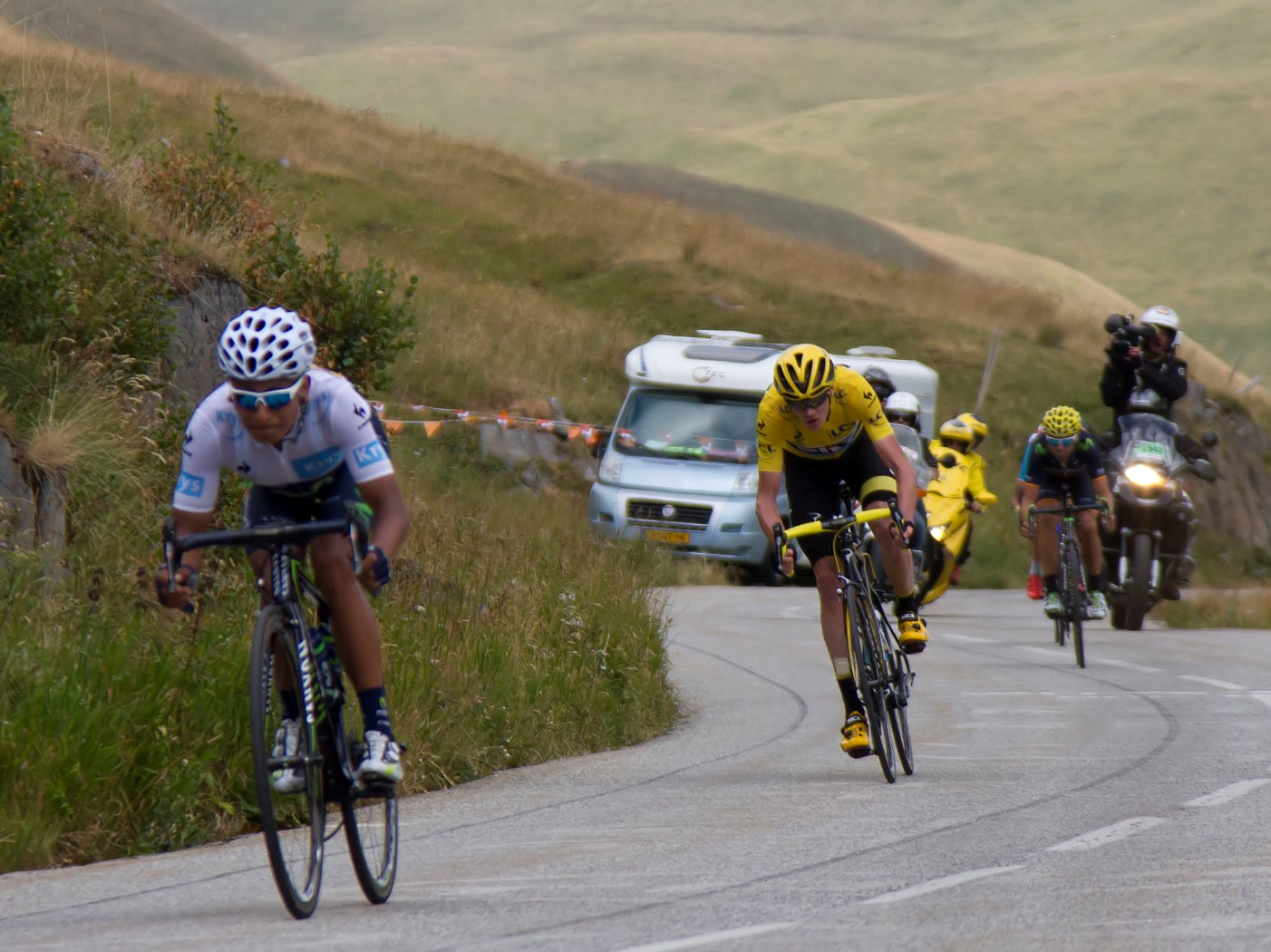
Tour de France 2015, groep gele trui (20067969931)

El objetivo de Quintana era ganar la carrera más importante del mundo el Tour de Francia. Perdió tiempo las primeras 2 semanas, a pesar de lo cual mantuvo en tercer lugar de la clasificación general; trascurridas las etapas de montaña ascendió al segundo puesto en la general. Nairo recuperó más de 1:30 en la general frente al líder de la carrera Chris Froome, descontando este tiempo en los ascensos de La Toussuire y en el mítico Alpe d'Huez, aunque no pudo ponerse el Maillot amarillo  de líder, la diferencia con Froome al final fue de 1:12. Dos semanas antes del inicio anuncia su participación en la Vuelta a España, donde acudirá como líder de escuadra junto a su compañero de equipo Alejandro Valverde, quien se desempeñó como gregario en el Tour. Tras finalizar la ronda francesa Quintana es el cuarto ciclista en el escalafón mundial de la UCI con 365 puntos, luego de conseguir el segundo lugar en el Tour de Francia de 2015.

#### 2016: Victoria en la Vuelta y 3.º en el Tour
Al igual que en 2015 empieza corriendo el Tour de San Luis, donde terminó en el podio de la carrera alcanzando el tercer lugar, en esta ocasión termina en segundo lugar en las etapas 1 y 6, el Tour es ganado en esta ocasión por su hermano Dayer Quintana. En el mes de marzo corre la Volta a Cataluña, alzándose con su primera victoria del año superando en la clasificación general al español Alberto Contador y al irlandés Daniel Martin, convirtiéndose en el tercer colombiano en ganar la Volta, después de Álvaro Mejía y Hernán Buenahora. En el mes de abril corre la Vuelta al País Vasco, en la etapa 6 corrida el 9 de abril queda segundo y en la vuelta general termina en tercer lugar, en esta ocasión la vuelta es ganada por Alberto Contador. El 29 de abril gana la segunda etapa del Tour de Romandía, luego de la descalificación del ruso Ilnur Zakarin . El primero de mayo gana la clasificación general, Nairo de esta manera se convierte en el segundo colombiano en ganar este Tour, después de Santiago Botero.
La preparación de Nairo para su principal objetivo del año el Tour de Francia continúa con la Ruta del Sur en el mes de junio, competencia gala que ya había ganado en el año 2012 y que en esta ocasión gana por segunda vez de manera destacada, el colombiano evidenció que se encontraba en un gran nivel para luchar por el "Sueño Amarillo" en el que se encuentra dentro de la nómina de favoritos.Comenzó el Tour de Francia muy concentrado y sin perder tiempo en la primera semana, para que no ocurriera lo del año anterior. No obstante, en la octava etapa con final en Bagnères-de-Luchon, Froome lanzó un ataque en la bajada del Peyresourde, lo que le hizo perder ya medio minuto. Con la llegada de Los Alpes, se esperaban sus ataques, como en el año anterior, pero fue de más a menos, y debido a una alergia sufrió varias pájaras que le hicieron perder todas sus aspiraciones a la victoria final e incluso acabó 3.º en el podio de París tras Romain Bardet. También se subió al cajón por segundo año consecutivo junto con todo su equipo, merced a la victoria final en la general por equipos.
Después de un exigente Tour de Francia, Nairo decidió no asistir a los Juegos Olímpicos de Río de Janeiro cediéndole de esta manera una plaza al ciclista Jarlinson Pantano quién fue convocado a última hora por la delegación colombiana.

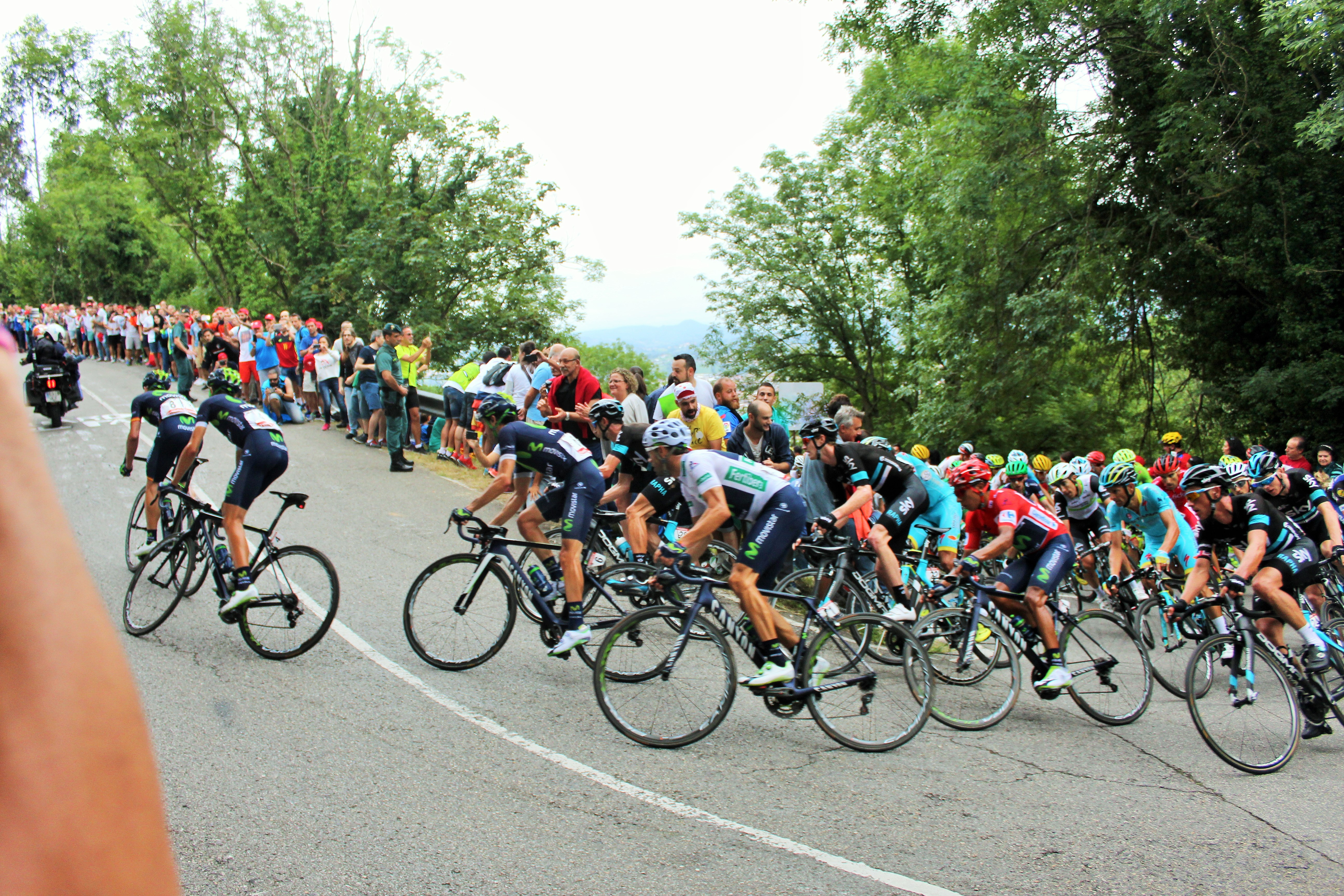
Quintana, con el maillot rojo, en la etapa 9 de la Vuelta a España de 2016.

El 27 de agosto de 2016 asume el liderato de la Vuelta a España en la etapa 8, entre Villalpando y La Camperona sobre una distancia de 181 kilómetros , el liderato lo perdería en la etapa 9 y lo recuperaría nuevamente en la etapa 10 entre Lugones a Lagos de Covadonga (186 km), ganando magistralmente la etapa con final en alto sobre el cerro más grande de la edición 2016 de la Vuelta a España. Quintana manifestó que siempre había soñado con ganar en los Lagos de Covadonga, siendo el tercer colombiano en ganarla detrás de Lucho Herrera, ganador en dos ocasiones: 1987 y 1991, y Oliverio Rincón quien la ganó en 1993. .
Portaría el Maillot rojo durante trece etapas, doce de ellas consecutivamente hasta la etapa 21 entre Las Rozas y Madrid, sobre 104,8 km. Nairo logró tres segundos lugares en las siguientes etapas:
- 28 de agosto, novena etapa, entre Cistierna - Alto del Naranco, 164,5 km: ganada por David de la Cruz.[52]
- 31 de agosto, etapa once, entre Colunga Museo Jurásico - Peña Cabarga, 168,6 km: ganada por Christopher Froome.[53]
- 4 de septiembre, etapa quince, entre Sabiñánigo - Formigal, 118,5 km: ganada por Gianluca Brambilla.[54]

En esta última etapa, aventajó en más de dos minutos a Froome, su máximo rival, por lo que al término de ella le aventajaba en 3'37" en la general, tiempo suficiente como para poder pensar en conquistar su primera Vuelta a España.
El 11 de septiembre en Madrid, después de 21 etapas, Nairo es el segundo colombiano en ganar la Vuelta a España detrás de Lucho Herrera, quien la ganara en 1987, veintinueve años atrás; fue seguido por Chris Froome quien fue segundo, y tercero su compatriota Esteban Chaves, marcando la segunda ocasión en que dos colombianos estuvieron en el podio de la Vuelta a España tras 27 años.Finalizada la Vuelta a España, la empresa patrocinadora Telefónica anunció que seguirá siendo el patrocinador principal del equipo Movistar Team por los próximos tres años, por lo tanto, el mánager general del equipo Eusebio Unzué confirmó la renovación hasta el año 2019 del colombiano Nairo Quintana. De acuerdo a la UCI termina en el cuarto puesto de la clasificación mundial con 3568.25 puntos.

#### 2017
Nairo comienza el año participando en el Challenge de Mallorca, en el mes de enero ganando la montaña en el mismo. El 4 de febrero ganó la etapa 4 de la Vuelta a la Comunidad Valenciana, denominada etapa reina de 180 kilómetros entre Segorbe y el puerto de montaña Más de la Costa en Lucena del Cid (Castellón). El 5 de febrero gana la 68.ª versión de la Vuelta a la Comunidad Valenciana. Participaría en la tercera versión del Tour de Abu Dhabi 2017 entre el 23 y el 26 de febrero de 2017 en los Emiratos Árabes Unidos sobre un recorrido total de 671 kilómetros, quedando en la tercera etapa en la 10.ª posición, siendo esta la etapa de montaña, ocuparía al final del Tour la 13.ª posición. Participó en la Tirreno-Adriático que tuvo lugar desde el 8 al 14 de marzo en su edición 52.ª celebrada en Italia sobre un recorrido total de 1012,75 kilómetros. De esta carrera quedó campeón sobre Rohan Dennis y Thibaut Pinot, ganando la etapa del Terminillo y defendiendo la carrera en la última etapa de contrarreloj individual.

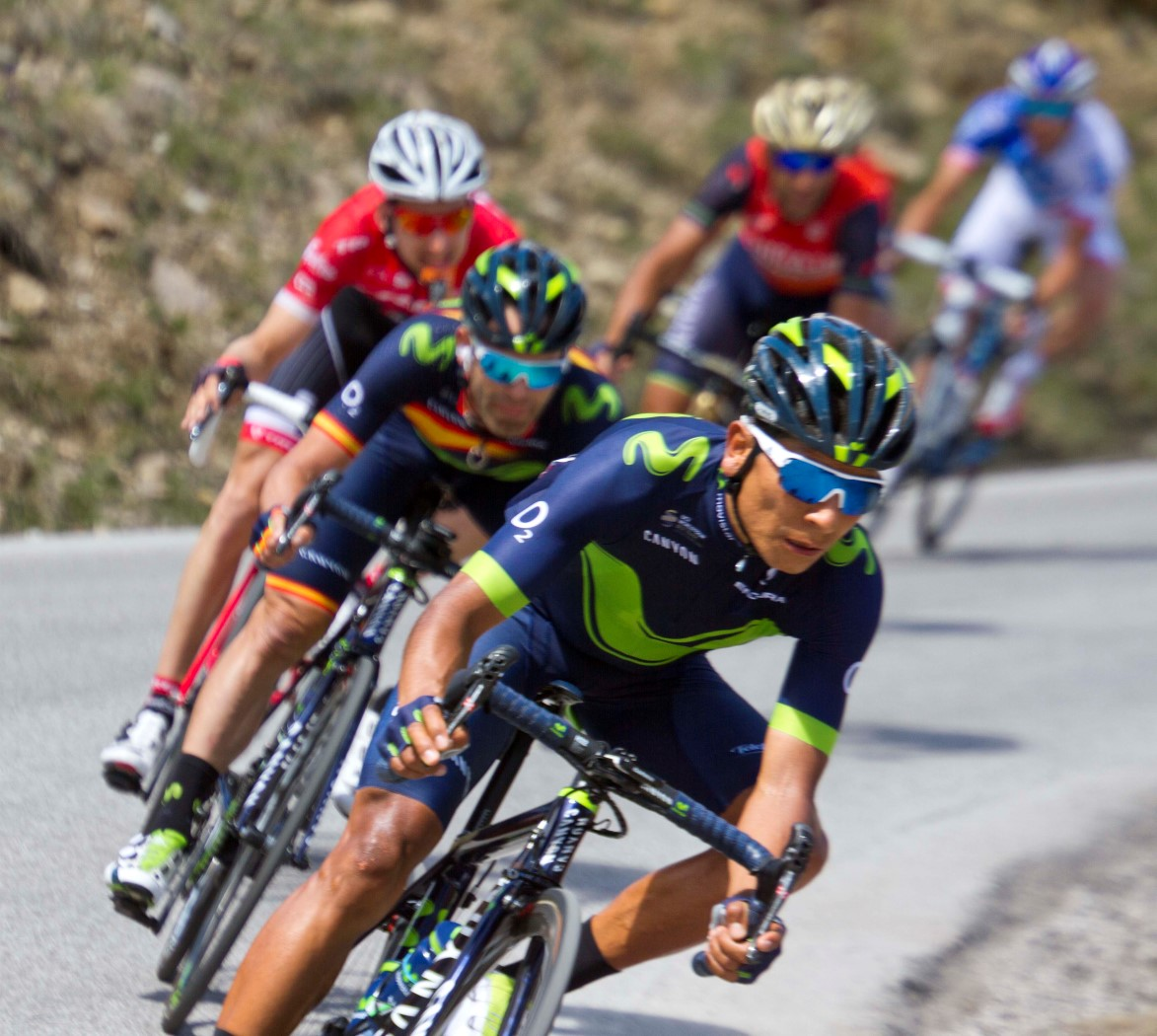
Giro d'Italia 2017, quintana (34766911540)

Compitió en el Giro de Italia, donde quedó subcampeón, ganando la 9.ª etapa que finalizó en el Blockhaus y vistiendo la camiseta de líder durante 3 días. Llegó vestido a la última etapa con la maglia rosa con 53 segundos de ventaja sobre Tom Dumoulin, favorito para la contrarreloj final de 29,5 km, donde se pronosticaba que superara a Nairo, para así quedarse con el título. Finalmente Dumoulin cumplió, superando por 31 segundos a Nairo en la clasificación general. Participó en el Tour de Francia, y no tuvo el rendimiento esperado, en la clasificación general quedó en el puesto 12, a más de 15 minutos del ganador de la clasificación general. Sin embargo, estuvo en la lucha por la victoria en la etapa 13, quedando de segundo tras Warren Barguil.

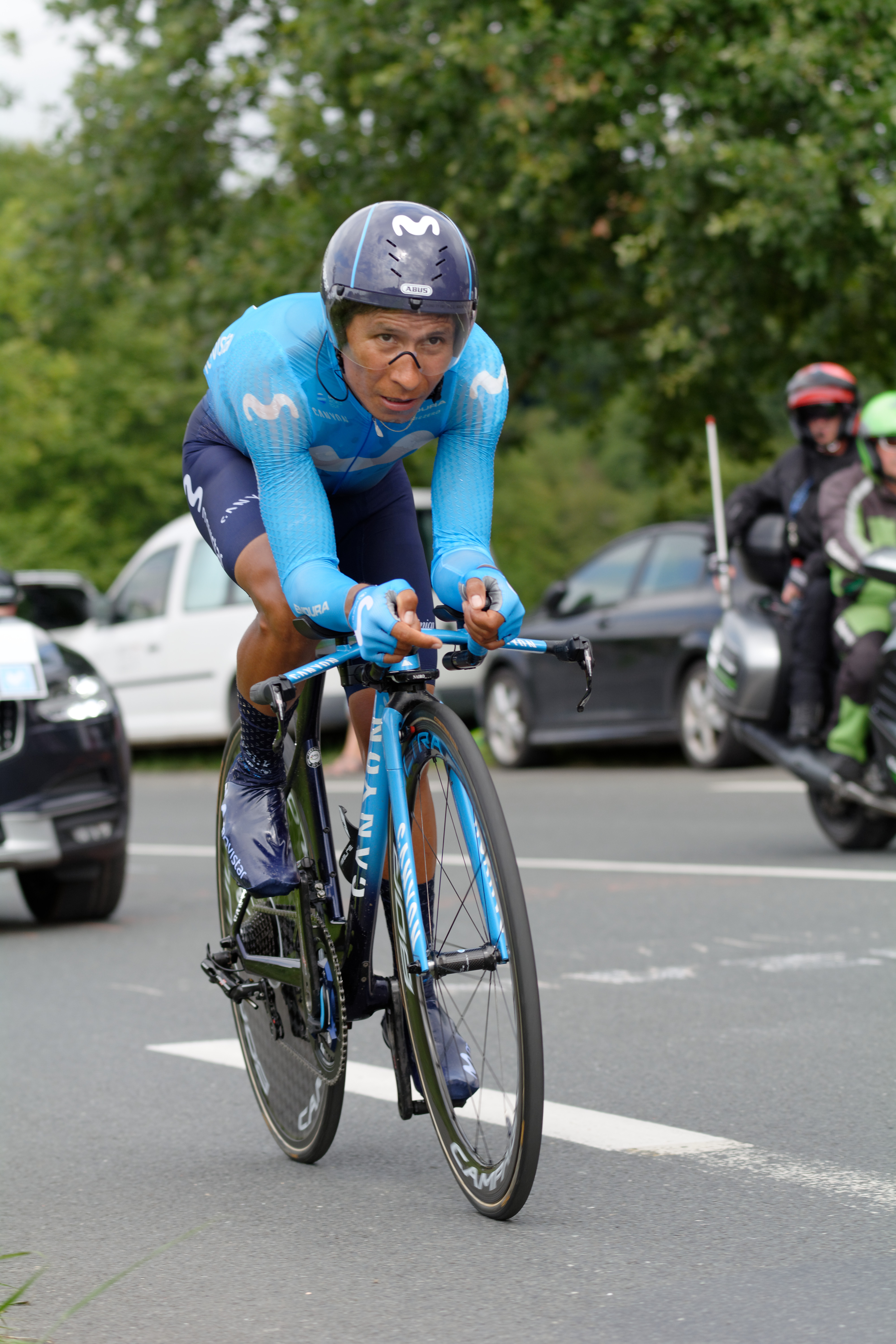
Quintana, en la contrarreloj individual, etapa 20 del Tour de Francia de 2018

#### 2018
Inició su temporada compitiendo en su país natal, en la carrera Colombia Oro y Paz, donde se enfundó el maillot de líder durante un día y terminó segundo en la clasificación general. En marzo, hizo parte de la Vuelta a Cataluña, cumpliendo un rol de gregario para su compañero Alejandro Valverde, finalizó segundo en la clasificación general. En el mes de abril, tomó partida en la Vuelta al país Vasco, quedando quinto en la general. En junio, compitió en la Vuelta a Suiza, en la cual ganó la séptima etapa, de 170 km entre Eschenbach y Arosa, realizando un ataque a 27 km de meta, y recibiendo ayuda de algunos de sus gregarios; terminó en el tercer puesto en la general de esta carrera.
Participó del Tour de Francia, donde no pudo brillar, empezando por un pinchazo en la primera etapa faltando 3,6 km para la línea de meta, donde no tuvo colaboración de sus compañeros de equipo, lo que se vio representado en una pérdida de 1'15''. También en las etapas de montaña 11 y 12 en los Alpes, perdió tiempo importante que lo hizo alejarse del podio. A pesar de ello, logró ganar la etapa 17, con un recorrido total de 65km entre Bagnères-de-Luchon y Saint-Lary-Soulan, cima que que ya se había subido anteriormente, pero su carretera fue extendida por unos kilómetros más. Allí realizó un ataque a 15 km de la meta, partiendo del pelotón que contenía al líder, persiguió en principio a Dan Martin, pero luego el irlandés no pudo seguir su rueda, por lo que Quintana empezó a tomar distancia para construir su victoria de etapa, su segunda en un Tour de Francia, después de lograrlo en 2013. Al final, ocupó el décimo lugar en la clasificación general.

#### 2019, último y conflictivo año con Movistar

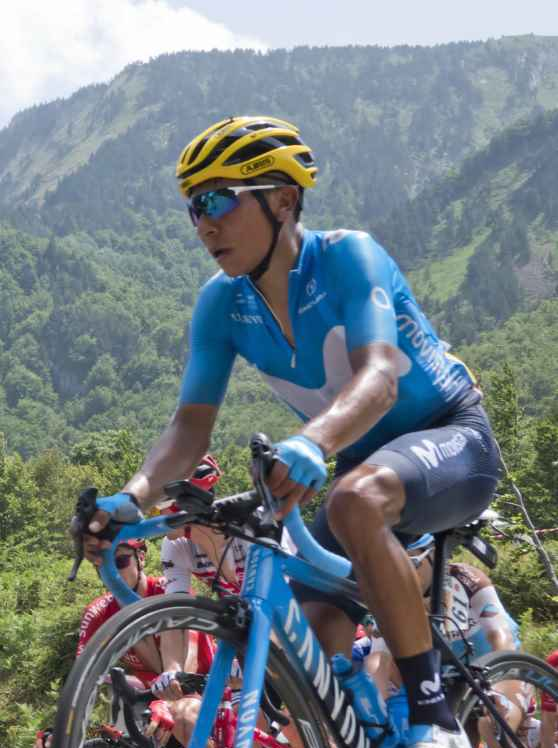
Tour de France 2019, Nairo Quintana (48416906061) (2)

La última temporada de Nairo Quintana con Movistar no fue la mejor, tomando en cuenta que desde el año anterior ya venía teniendo conflictos con el equipo telefónico debido a sus calendarios deportivos, los cuales no consideraba aptos para conseguir la única Gran Vuelta que le falta en su palmarés: El Tour de Francia. Inició la temporada en su país con el Tour Colombia, donde ganó la última etapa y terminó quinto en la general. Los conflictos entre Nairo y el equipo se agudizaron antes del Tour, debido a la estrategia de Movistar de tener tres capos para la carrera (Mikel Landa, Nairo Quintana y Alejandro Valverde), lo que molestó a Quintana cuando habían venido trabajando con dos en años anteriores. Las diferencias se hicieron evidentes cuando en la etapa 18 omitió la estrategia de su director deportivo para que esperara a Landa, en su lugar atacó en solitario para reclamar la victoria de etapa. Al final del Tour terminó en la posición ocho de la general. 
En la Vuelta a España venció en la etapa 2, lo que prometía un mejor desempeño que en el Tour, incluso alcanzó a vestirse con la camiseta roja de líder en la etapa 9. Nairo anunció en plena competencia que al final de año terminaría su vínculo con Movistar para unirse desde 2020 al Arkéa Samsic francés por tres temporadas, algo que posiblemente molestó al equipo telefónico en medio de la ronda española, aunque ya conociera de sus intenciones para marcharse a otra escuadra. Al final, terminó en la cuarta posición de la general.

#### 2020, estreno con Arkéa
Su primer año con el Arkéa empezó de manera positiva al ganar en Francia el Tour La Provence y el Tour de los Alpes Marítimos y de Var de cara al principal objetivo, el Tour de Francia, donde el Arkéa es invitado desde 2014 pese a no ser equipo WorldTour. Sin embargo, en plena competencia de la París-Niza, donde Nairo ganó la penúltima etapa y era favorito a ganar la competencia, se decretó su término faltando la última etapa debido a la emergencia sanitaria mundial producto de la pandemia de COVID-19, suspendiendo también la UCI el calendario ciclista internacional. Seis meses después, se retoma el calendario cancelando varias competencias del UCI WorldTour, UCI ProSeries (categoría a la cual pertenece el Arkéa) y de los Circuitos Continentales UCI, donde participaría el ciclista colombiano. 

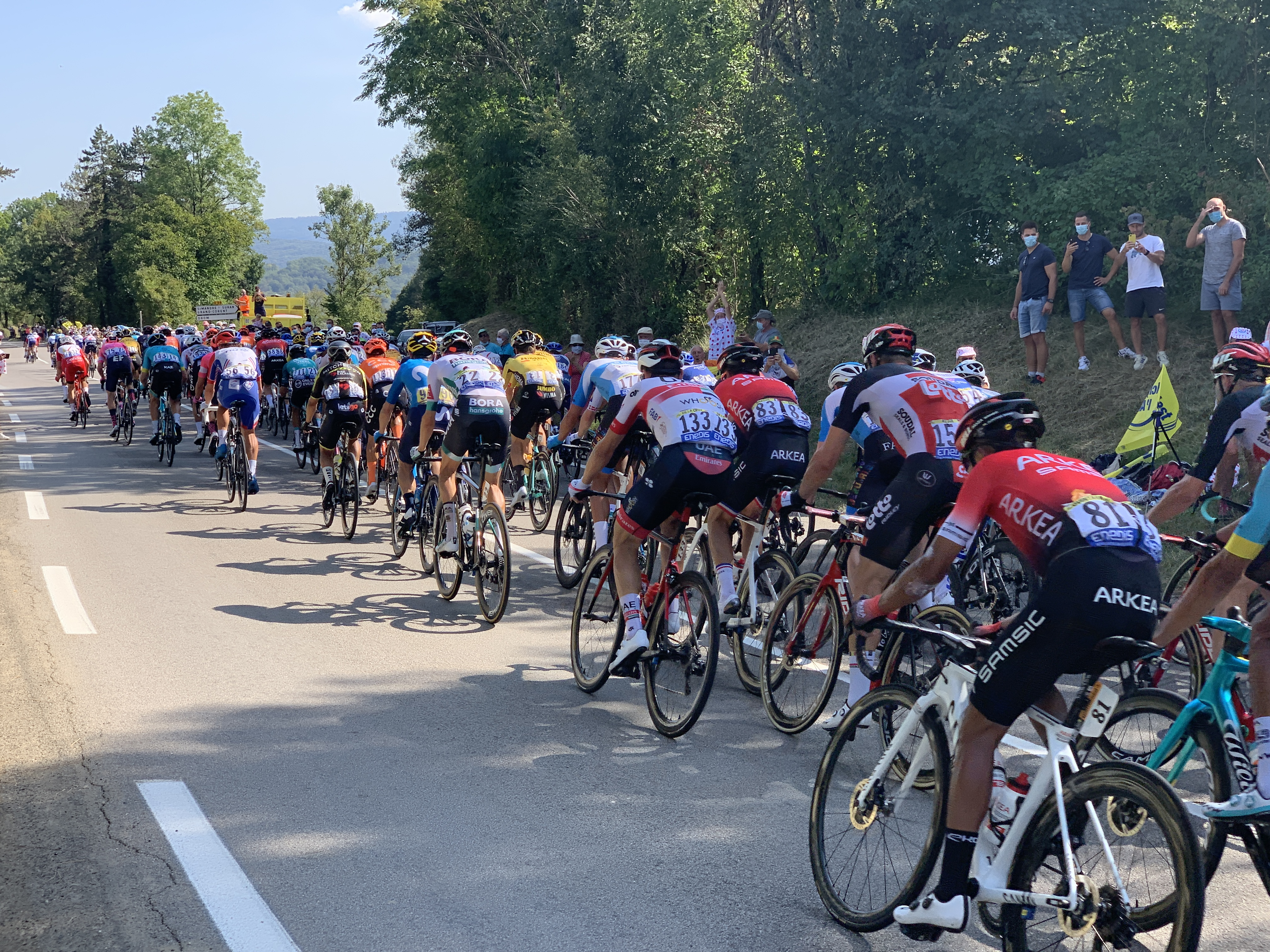
19e Étape Tour France 2020 - Col France - Meillonnas (FR01) - 2020-09-18 - 32

El regreso de Nairo a la competencia fue en el Tour de l'Ain, donde terminó tercero, dos semanas antes del Tour de Francia, el cual había sido cambiado de fecha debido a la pandemia. Sin embargo, en el transcurso de la ronda gala Nairo sufre dos caídas graves que perjudican su rendimiento en competencia, incluso se presumió que abandonaría la carrera, pero por respeto a su equipo (donde era el jefe de filas para pelear el título) continuó hasta la última etapa en París aunque con muchas dificultades debido al dolor, haciéndole perder cada día más tiempo en la general. Terminó el Tour en el puesto 17, siendo su peor actuación en la ronda francesa. Estas afectaciones le impidieron participar del Mundial de Ruta en Imola (Italia), donde tenía programado correr. Nairo fue operado de las dos rodillas en Lyon (Francia), debiendo reajustar el cartílago de estas ya que fueron las partes más afectadas por las caídas sufridas en el Tour, continuando su proceso de recuperación en Colombia. De esta manera, Nairo dio por terminada su temporada 2020.

### 2021

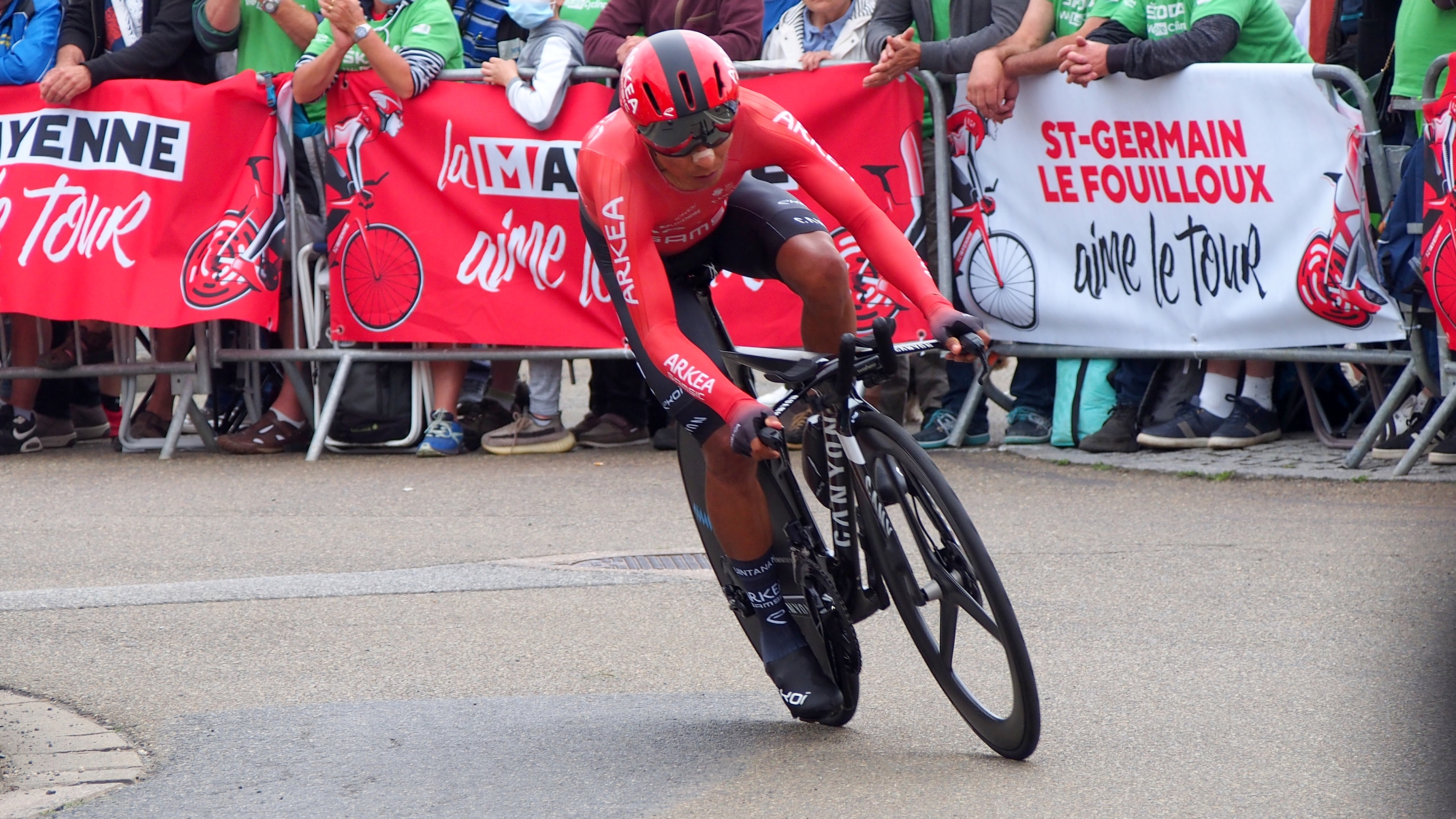
FrancePaysDeLaLoireStGermainLeFouillouxTourDeFrance5eEtapeNQuintana

Para el segundo año con el equipo francés Quintana continúa su preparación y recuperación pensando en el sueño del Tour de Francia, comenzando su temporada con el Tour de los Alpes Marítimos y de Var, carrera en la que se había impuesto el año anterior. Al final de las tres etapas queda en el puesto 10° de la general, a 18 segundos del ganador Gianluca Brambilla. Luego de pobres desempeños en la Tirreno-Adriático y la Volta a Cataluña, quedando fuera del Top-10 en ambas carreras, Nairo empieza a recuperar forma ganando la primera etapa de la Vuelta a Asturias, adjudicándose además la clasificación general. Ya en el transcurso del Tour es consciente que el recorrido no le favorece por las dos etapas de contrarreloj, donde no es especialista, y al haber pocas etapas de montaña para recuperar el terreno que pierda en las etapas contrarreloj, Quintana replantea sus objetivos en el Tour limitándose a sólo intentar ganar etapas para su equipo, e intentar ganar la clasificación de la montaña.

### 2022

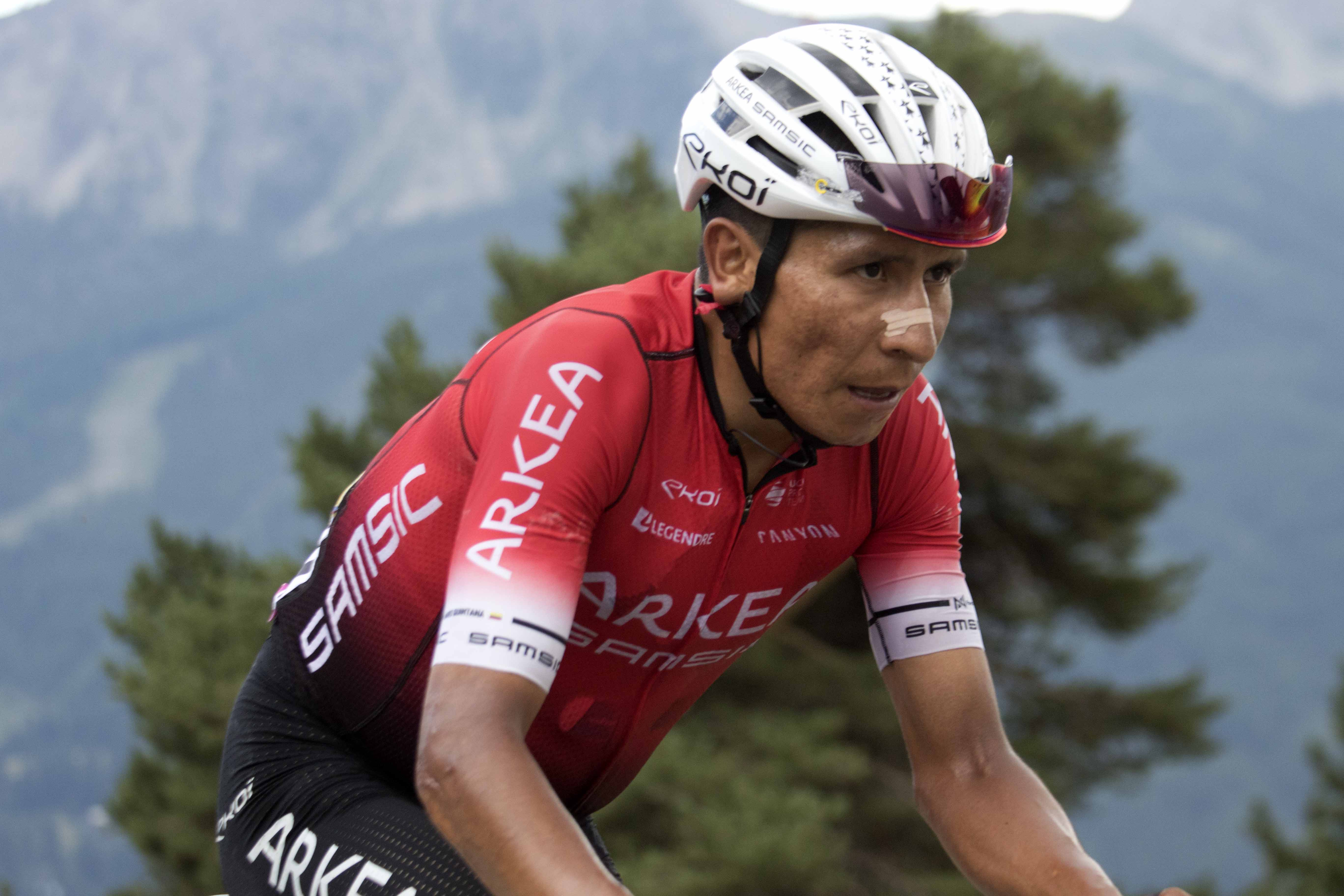
TDF10009 quintana (52243724474)

En el año 2022 comienza su temporada de manera importante coronándose campeón del Tour de la Provenza a principio de año y posteriormente culmina su participación en el Tour de Francia ocupando el Top 10 de la clasificación general. Posteriormente es descalificado del Tour tras dar positivo por Tramadol, una sustancia prohibida por la UCI pero que no estaba prohibida por la agencia mundial antidopaje. Por este motivo, se le descalificó de la carrera pero no fue sancionado sin correr. Tras esto, su equipo lo aparta sin correr durante el resto del año

### 2023
Nairo finaliza el contrato con el Arkea y no consigue encontrar equipo para la temporada. Sigue entrenando y realiza un buen nacional de ruta en Colombia, pero, a pesar de mantenerse en buen estado de forma y declarar su predisposición para fichar por algún equipo World Tour, no lo consigue por un prolongado tiempo, durante este se le relaciona con bastantes equipos que al final descartan el fichaje. Finalmente, encuentra equipo fichando por el Movistar Team el 28 de octubre de 2023, equipo en el que estuvo 8 años, y donde cosechó varias victorias importantes para su palmarés.

### 2024

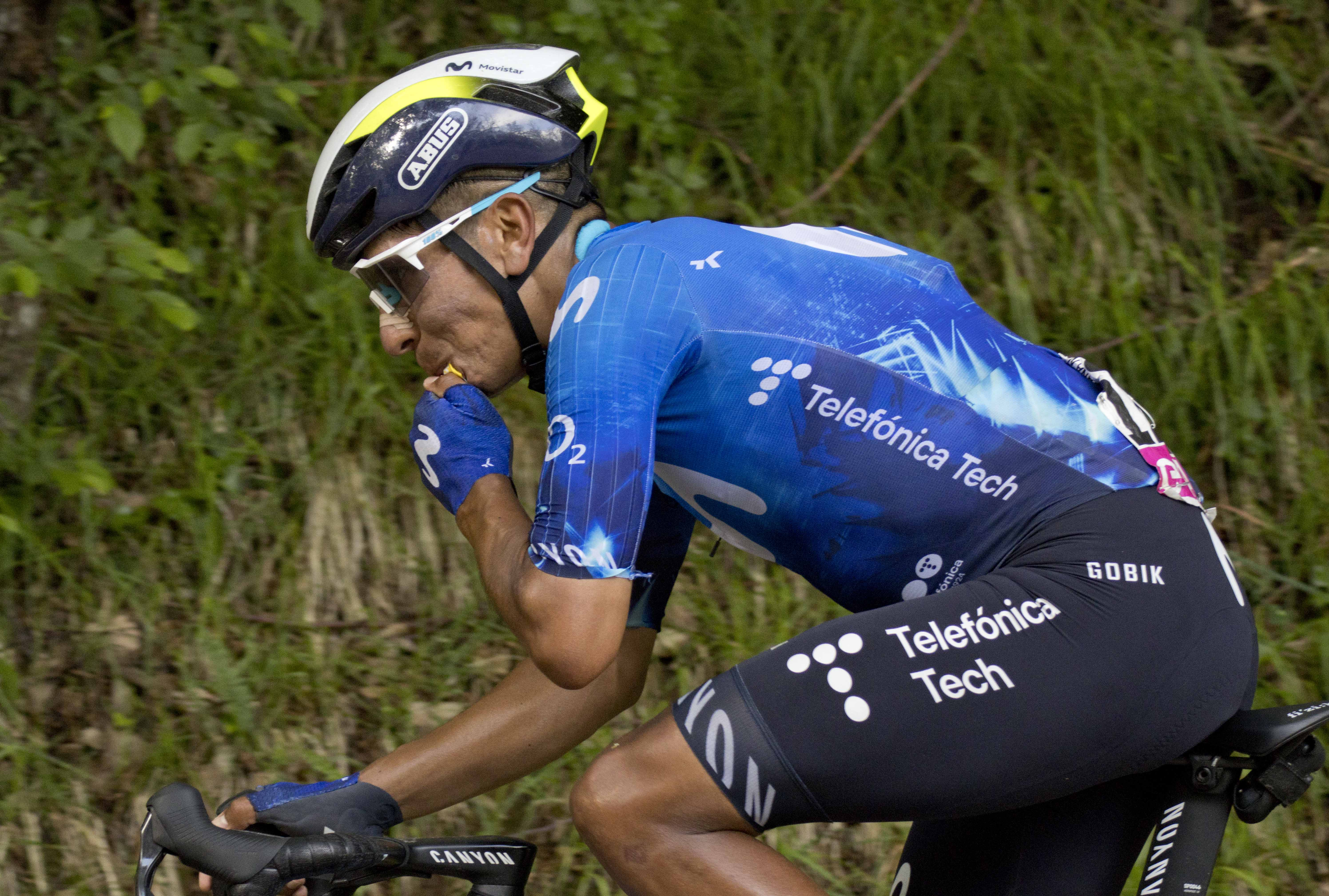
GIRO8090 Quintana (53750576010)

Nairo regresa al Giro de Italia, de la mano del Movistar Team de España, tuvo una destacada presentación al terminar 2.º en la etapa 15, considerada etapa reina con 222 kilómetros y final en Mottolino, el primero en cruzar la meta fue Tadej Pogačar. Nairo llegó a 29 segundos del esloveno. Su paso por la Vuelta a España, estuvo enmarcado por la labor de gregario para su jefe de filas, el español Enric Mas, quien logró la tercera posición en el podio de la clasificación general. Nairo finalizó en el puesto 31, como el 2.º mejor colombiano.

## Palmarés
| 2009 - Campeonato de Colombia Contrarreloj sub-23 2010 - Tour del Porvenir, más 2 etapas 2012 - Vuelta a Murcia, más 1 etapa - 1 etapa del Critérium del Dauphiné - Ruta del Sur, más 1 etapa - Giro de Emilia 2013 - 1 etapa de la Volta a Cataluña - Vuelta al País Vasco, más 1 etapa - 2.º en el Tour de Francia, más 1 etapa, clasificación de la montaña y clasificación de los jóvenes - Vuelta a Burgos, más 1 etapa 2014 - Tour de San Luis, más 1 etapa - Giro de Italia , más 2 etapas y clasificación de los jóvenes - Vuelta a Burgos, más 1 etapa 2015 - Tirreno-Adriático, más 1 etapa - 2.º en el Tour de Francia, más clasificación de los jóvenes - 3.º en el UCI WorldTour 2016 - Volta a Cataluña - Tour de Romandía, más 1 etapa - Ruta del Sur, más 1 etapa - 3.º en el Tour de Francia - Vuelta a España , más 1 etapa y la clasificación de la combinada - 2.º en el UCI WorldTour | 2017 - Vuelta a la Comunidad Valenciana, más 1 etapa - Tirreno-Adriático, más 1 etapa - Vuelta a Asturias, más 1 etapa - 2.º en el Giro de Italia, más 1 etapa 2018 - 1 etapa de la Vuelta a Suiza - 1 etapa del Tour de Francia 2019 - 1 etapa del Tour Colombia - 1 etapa del Tour de Francia - 1 etapa de la Vuelta a España 2020 - 2.º en el Campeonato de Colombia Contrarreloj - Tour La Provence, más 1 etapa - Tour de los Alpes Marítimos y de Var, más 1 etapa - 1 etapa de la París-Niza 2021 - Vuelta a Asturias, más 1 etapa 2022 - Tour La Provence, más 1 etapa - Tour de los Alpes Marítimos y de Var, más 1 etapa 2023 - 3.º en el Campeonato de Colombia en Ruta |

## Resultados
Durante su carrera deportiva ha conseguido los siguientes puestos en Grandes Vueltas, vueltas menores y Campeonatos del Mundo:

### Grandes Vueltas
| Carrera | Carrera         | 2011 | 2012 | 2013 | 2014 | 2015 | 2016 | 2017 | 2018 | 2019 | 2020 | 2021 | 2022 | 2023 | 2024 | 2025 |
| ------- | --------------- | ---- | ---- | ---- | ---- | ---- | ---- | ---- | ---- | ---- | ---- | ---- | ---- | ---- | ---- | ---- |
|         | Giro de Italia  | —    | —    | —    | 1.º  | —    | —    | 2.º  | —    | —    | —    | —    | —    | —    | 19.º | 25.º |
|         | Tour de Francia | —    | —    | 2.º  | —    | 2.º  | 3.º  | 12.º | 10.º | 8.º  | 17.º | 28.º | 6.º  | —    | —    | —    |
|         | Vuelta a España | —    | 36.º | —    | Ab.  | 4.º  | 1.º  | —    | 8.º  | 4.º  | —    | —    | —    | —    | 31.º | —    |

### Vueltas menores
| Carrera | Carrera                | 2011  | 2012 | 2013 | 2014 | 2015 | 2016 | 2017 | 2018 | 2019 | 2020 | 2021 | 2022 | 2023 | 2024 | 2025 |
| ------- | ---------------------- | ----- | ---- | ---- | ---- | ---- | ---- | ---- | ---- | ---- | ---- | ---- | ---- | ---- | ---- | ---- |
|         | París-Niza             | —     | —    | 15.º | —    | —    | —    | —    | —    | 2.º  | 6.º  | —    | 5.º  | —    | —    | —    |
|         | Tirreno-Adriático      | —     | —    | —    | 2.º  | 1.º  | —    | 1.º  | —    | —    | —    | 12.º | —    | —    | —    | 32.º |
|         | Volta a Cataluña       | 104.º | 26.º | 4.º  | 5.º  | —    | 1.º  | —    | 2.º  | 4.º  | X    | 14.º | 4.º  | —    | Ab.  | 19.º |
|         | Vuelta al País Vasco   | —     | —    | 1.º  | —    | 4.º  | 3.º  | —    | 5.º  | —    | X    | —    | —    | —    | —    | —    |
|         | Tour de Romandía       | —     | —    | —    | —    | 8.º  | 1.º  | —    | —    | —    | X    | —    | —    | —    | —    | —    |
|         | Critérium del Dauphiné | —     | 38.º | —    | —    | —    | —    | —    | —    | 9.º  | Ab.  | 18.º | —    | —    | —    | —    |
|         | Vuelta a Suiza         | —     | —    | —    | —    | —    | —    | —    | 3.º  | —    | X    | —    | —    | —    | Ab.  |      |

### Clásicas y Campeonatos
| Carrera               | Carrera               | 2011 | 2012 | 2013          | 2014          | 2015          | 2016 | 2017          | 2018          | 2019          | 2020          | 2021 | 2022 | 2023 | 2024 |
| --------------------- | --------------------- | ---- | ---- | ------------- | ------------- | ------------- | ---- | ------------- | ------------- | ------------- | ------------- | ---- | ---- | ---- | ---- |
| A Través de Flandes   | A Través de Flandes   | —    | —    | —             | —             | —             | —    | —             | 60.º          | —             | X             | —    | —    | —    | —    |
| E3 Saxo Bank Classic  | E3 Saxo Bank Classic  | —    | —    | —             | —             | Ab.           | —    | —             | —             | —             | X             | —    | —    | —    | —    |
| Amstel Gold Race      | Amstel Gold Race      | —    | —    | Ab.           | —             | —             | —    | —             | —             | —             | X             | —    | —    | —    | —    |
| Flecha Valona         | Flecha Valona         | —    | —    | 59.º          | —             | 76.º          | —    | —             | —             | —             | —             | —    | —    | —    | —    |
|                       | Lieja-Bastoña-Lieja   | —    | —    | 50.º          | —             | 83.º          | —    | —             | —             | —             | —             | —    | —    | —    | —    |
| Clásica San Sebastián | Clásica San Sebastián | —    | 83.º | 36.º          | —             | —             | —    | —             | —             | —             | X             | —    | —    | —    |      |
|                       | Giro de Lombardía     | —    | 11.º | 16.º          | —             | —             | —    | 9.º           | —             | —             | —             | 11.º | —    | —    |      |
| JJ. OO. (Ruta)        | JJ. OO. (Ruta)        |      | —    | No se disputó | No se disputó | No se disputó | —    | No se disputó | No se disputó | No se disputó | No se disputó | 69.º | ND   | ND   |      |
| Mundial en Ruta       | Mundial en Ruta       | —    | —    | Ab.           | —             | —             | —    | Ab.           | 15.º          | Ab.           | —             | —    | 66.º | —    |      |
| Colombia en Ruta      | Colombia en Ruta      | —    | —    | —             | —             | Ab.           | 4.º  | —             | —             | —             | 4.º           | —    | —    | 3.º  | 26.º |
| Colombia en CRI       | Colombia en CRI       | —    | —    | —             | —             | —             | —    | —             | —             | —             | 2.º           | —    | —    | —    | 4.º  |

—: No participa

Ab.: Abandona

X: No se disputó

## Récords y marcas personales
- Primer ciclista en la historia en conseguir la camiseta de la montaña y la camiseta de los jóvenes en una misma edición del Tour de Francia (2013).
- Decimoséptimo corredor en la historia en subirse al podio en las tres Grandes Vueltas por etapas.
- Cuarto ciclista en la historia en hacer podio en tres Grandes Vueltas de forma consecutiva (E. Merckx 1973, B. Hinault 1983, C. Sastre 2009, después de ser Tercero en el Tour de Francia 2016, Primero en la Vuelta a España 2016 y Segundo en el Giro de Italia 2017.
- Primer ciclista latinoamericano en ganar dos Grandes vueltas: el Giro de Italia (2014 y la Vuelta a España (2016).[83]
- Primer ciclista latinoamericano en ganar Giro de Italia (2014).
- Primer ciclista latinoamericano en ganar el doblete Giro de Italia (2014 - Vuelta a España (2016).
- Segundo ciclista latinoamericano en ganar una de las Grandes vueltas tras conquistar el Giro de Italia 2014.
- Primer ciclista latinoamericano en hacer podio en las tres Grandes vueltas tras subirse al podio en el Tour de Francia 2013, Giro de Italia 2014, y Vuelta a España 2016.[84]

## Equipos
- Boyacá es Para Vivirla (2009)
- Café de Colombia/Colombia es Pasión (2010-2011)
  - Café de Colombia-Colombia es Pasión (2010)
  - Colombia es Pasión-Café de Colombia (2011)
- Movistar Team (2012-2019)
- Arkéa Samsic (2020-2022)
- Movistar Team  (2024)